# Mike Temwanjera
 (avril 2008).
Si vous disposez d'ouvrages ou d'articles de référence ou si vous connaissez des sites web de qualité traitant du thème abordé ici, merci de compléter l'article en donnant les références utiles à sa vérifiabilité et en les liant à la section « Notes et références ».
Mike Temwanjera est un footballeur zimbabwéen né le 21 mai 1982. Il joue au poste d'attaquant.
Il fait partie de l'équipe roumaine de Vaslui, vainqueur de la Coupe Intertoto 2008.

## Carrière
- 2001-2002 : CAPS United  Zimbabwe
- 2002-2006 : Habitfarm Ivanjica  Serbie
- 2006-2007 : FK Borac Čačak  Serbie
- 2007-2013 : FC Vaslui  Roumanie

## Sélections
- 3 sélections et 0 but avec le Zimbabwe depuis 2007.